# Операция «Рэззл»
Операция «Рэззл» (англ. Operation Razzle) — серия атак Королевских ВВС на территорию нацистской Германии во время Второй мировой войны, в ходе которых британцы, используя массово сброшенные зажигательные пластины «рэззлы», пытались уничтожить поля с урожаем и вызвать лесные пожары.
План был составлен в мае 1940 года научным консультантом Уинстона Черчилля лордом Черуэллом. С сентября  1939 года существовали аналогичные планы по разжиганию лесных пожаров под кодовым названием «Босом».
В качестве зажигательного устройства, названного «рэззл» (от англ. razzle), использовались фосфорные таблетки, покрытые марлей и вставленные между квадратными кусками целлулоида. Они хранились влажными в запечатанных банках. После сброса они высыхали на земле, происходило мгновенное сгорание и начинался пожар.
Экипажи выполняли задания по бомбометанию по основным целям — немецкие авиационные заводы и сборочные предприятия, судоходство и нефтяная промышленность — но их самолеты также несли «рэззлы». Командование должно было организовать маршруты к цели таким образом, чтобы самолёты пролетали над полями или лесами в Германии, когда «рэззлы» можно было бы сбросить по желанию экипажей.
Первые операции по уничтожению посевов и лесов были проведены в июне 1940 года. В ночь с 11 на 12 июня 18 бомбардировщиков «Веллингтон» сбросили зажигательные бомбы над Шварцвальдом. Следующий вылет состоялся 11 августа с участием 59 бомбардировщиков, каждый с 50 контейнерами «раззл», на поля и леса к юго-востоку от Рура. Еще девять вылетов последовали в сентябре и шесть в октябре. Согласно двум меморандумам польского посла в Берлине Юзефа Липского, такие атаки с использованием усовершенствованных зажигательных устройств имели место летом 1941 года и в марте-апреле 1941 года.
Большое количество «рэззлов» было сброшено на различные цели в Германии, но нет никаких доказательств того, что эти атаки нанесли какой-либо значительный ущерб немецкому урожаю, лесам или каким-либо секретным складам оружия. Некоторые немецкие гражданские подбирали «рэззлы» и получали неприятный шок от мгновенного сгорания фосфора.
В связи с отсутствием успеха и возникшей острой необходимостью в бомбардировщиках для атак на скоплений барж, которые были построены немцами в портах Западной Европы, операция «Рэззл» была прекращена.